# Reginaldo Ferreira da Silva
Reginaldo Ferreira da Silva (Jundiaí, 31 de Julho de 1983) é um futebolista brasileiro que joga como atacante. Atualmente, defende o Trapani, da Itália.

## Carreira

### Itália
Reginaldo começou a jogar profissionalmente em 2000, quando defendeu as cores do modesto Treviso.
Em 2006, foi contratado pela Fiorentina, onde permaneceu durante uma única temporada.

### Vasco da Gama
Em 7 de junho de 2013, o Vasco da Gama acertou sua contratação, assinando contrato de 1 ano. Assim, Reginaldo atua pela primeira vez fora do futebol italiano depois de treze temporadas. Na sua passagem pelo clube, conquistou o acesso para a Primeira Divisão do Campeonato Brasileiro e o vice-campeonato carioca de 2014.

Marcando um gol aos 7,87 segundos, na vitória do Vasco por 4-0 contra o Duque de Caxias, foi autor do gol mais rápido da história do Campeonato Carioca.